# Varianzfilter
Der Varianzfilter ist ein nichtlinearer Kantendetektor der Bildverarbeitung. Er wird beispielsweise in der Biosignalerfassung der Medizintechnik verwendet, indem er Störsignale aus Elektrokardiogrammen entfernt.
Eine analytische Beschreibung ist wie folgt möglich:
{\displaystyle h_{nm}=S_{nm}^{2}={\frac {1}{(2M+1)^{2}}}\ \sum _{i=-M}^{+M}\sum _{j=-M}^{+M}(f_{n+i,m+j}-{\bar {f}}_{nm})^{2}}
wobei {\displaystyle {\bar {f}}_{nm}} das Grauwertmittel der aktuellen Umgebung bezeichnet.